# Finn-Korkki
Finn-Korkki es una empresa familiar situada en Hämeenlinna que fabrica, por ejemplo, tapones metálicos para botellas, cierres y máquinas de sellado de tapones de botellas con anilla. Finn-Korkki es el único fabricante de tapones metálicos para botellas de los países nórdicos.

## Historia

### Empresas de la familia Wicander (1868-1990)

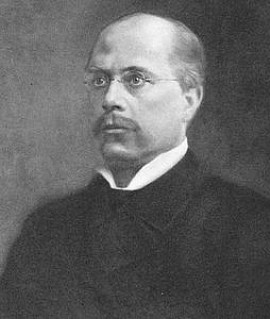
August Wicander

Las raíces de Finn-Kork se remontan a 1868, cuando el magnate industrial sueco August Wicander (1836–1891) fundó su primera empresa en Suecia. Wicander acabó en la industria del corcho por casualidad cuando cambió su granja por una propiedad inmobiliaria en Estocolmo. El dueño de la propiedad, el Sr. GA Horner, debido a una enfermedad, no había tenido tiempo de sacar de la propiedad su cortador de corchos, que se utilizaba para cortar los corchos de botellas de cerveza y vino. A pesar de sus esfuerzos, Wicander no pudo vender el local comercial que había adquirido, pero, tras darse cuenta de la gran demanda de tapones de corcho, empezó a fabricarlos él mismo.
En la década de 1890, la empresa ya tenía sus propios barcos que traían de Portugal la corteza de corcho necesaria para los tapones. El nombre del primer barco fue A. Wicander y su viaje inaugural se realizó en 1891. Cuando August Wicander falleció ese mismo año a la edad de 54 años, su hijo Hjalmar Wicander (1860-1939) cogió las riendas de la empresa.
En la década de 1910 comenzó a fabricarse el predecesor del tapón Alka, el tapón Ideal. Lo fabricó la empresa Nya A/B Fermia en Helsingborg y en Riga. La empresa contaba con numerosas fábricas, oficinas y almacenes en Europa y Rusia. Las fábricas rusas se perdieron durante la revolución rusa de 1917 al año siguiente, cuando la Unión Soviética confiscó, sin compensación alguna, los bienes de las empresas extranjeras que operaban en el país. Hjalmar Wicander se jubiló en 1918 y su puesto como director general fue ocupado por su hijo Carl August Wicander (1885-1952), de 33 años, había trabajado en la empresa desde que tenía 19 años. El hermano de Hjalmar Wicander y los primos de Carl August Wicander también trabajaban en el negocio familiar. La producción continuó en Lituania, que se independizó tras la Primera Guerra Mundial. También establecieron una empresa de producción y ventas en la recién independizada Polonia. En la Unión Soviética, sin embargo, las operaciones no pudieron continuar. Debido a la Primera Guerra Mundial, el patrimonio de Wicander se había reducido a 1,5 millones de coronas, lo que significaba que el nuevo director general tenía que empezar su trabajo casi desde cero en comparación con su predecesor.
A principios de la década de 1920, las operaciones se vieron obstaculizadas por la deflación, pero a partir de mediados de la década la empresa empezó a crecer de nuevo con, por ejemplo con el negocio del linóleo. Los soviéticos también querían comprar corcho a la empresa a través de intermediarios. La empresa temía la escasez de materias primas cuando la demanda de tapones, suelos y aislantes de corcho empezó a crecer a un ritmo acelerado debido al aumento general del nivel de vida. Por ello, la empresa se interesó por otros cierres de botellas, como el tapón basculante y los tapones Alka.
En 1933, Wicanders compró la empresa Svenska Patentkorkfabriken, que se había centrado en el negocio relacionado con los tapones de aluminio para botellas Alka y sus patentes internacionales. La empresa fue fundada por Josef Jonsson, un fabricante-inventor residente de Linköping. Wicanders cambió el nombre de la empresa a AB ALKA Aluminiumkapslar. El tapón rasgable desarrollado por Jonsson estaba troquelado en una tira de aluminio y tenía un cierre de corcho natural. Los tapones de aluminio se introducían en la boca de las botellas mediante una máquina que fabricaba el tapón y que también cerraba el tapón de las botellas automáticamente.
A los cierres Alka les siguieron en la década de 1970 los cierres de aluminio MaxiCap de fácil apertura para botellas. En 1979, el grupo Wicanders contaba con 900 empleados en Suecia y en el resto de Europa. Además de tapones para botellas, las instalaciones de producción de la empresa fabricaban productos de aislamiento y decoración a partir de planchas de corcho. Wicanders tenía una patente mundial de tapones de botella rasgables.
En 1987, la empresa sueca AB Wicanders Korkfabriker se dividió en dos: Wicanders Kapsyl AB y Wicanders AB. En 1989, Wicanders Kapsyl, que operaba internacionalmente, entró en concurso de acreedores  y quebró. La portuguesa Corticeira Amorimin (Amorim Cork International) compró Wicanders AB ese mismo año y trasladó la producción a su país de origen. En la actualidad, Wicanders es la marca de suelos de corcho de Corticeira Amorim. En Finlandia, la historia de Wicanders continuó después de que la dirección de la filial de la empresa en Hämeenlinna comprara la fábrica de Finn-Korkki en 1989.

#### Legado de los Wicanders

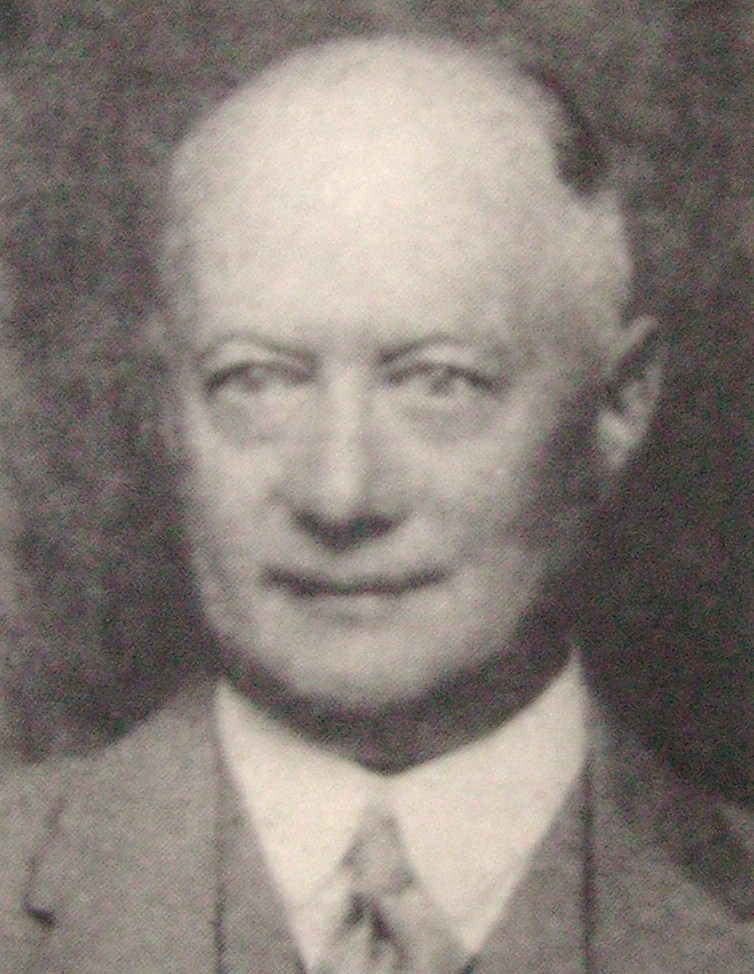
Hjalmar Wicander en 1936

Hjalmar Wicander y su hijo Carl August Wicander, que dirigían la negocio familiar, destinaron parte de la riqueza que recibieron de las empresas a obras benéficas. Donaron la villa de Wicander en Djurgården (ahora Villa Lusthusporte) al museo Nórdico y la mansión de Harpsund al Estado sueco. Hoy en día, la mansión Harpsund sirve como residencia de ocio del primer ministro de Suecia.
En la década de 1910, Hjalmar Wicander financió la producción de la estatua de bronce de San Jorge y el Dragón (en sueco "Sankt Göran och draken"). La estatua de bronce se encuentra en Gamla Stan de Estocolmo. Es una copia de una escultura de madera de la década de 1480, que se encuentra en la Catedral de San Nicolás de Estocolmo. Wicander también donó una importante colección de pinturas en miniatura al Museo Nacional Sueco. Los cuadros se colocaron en la sala que lleva su nombre "Wicanderska miniatyrkabinettet".

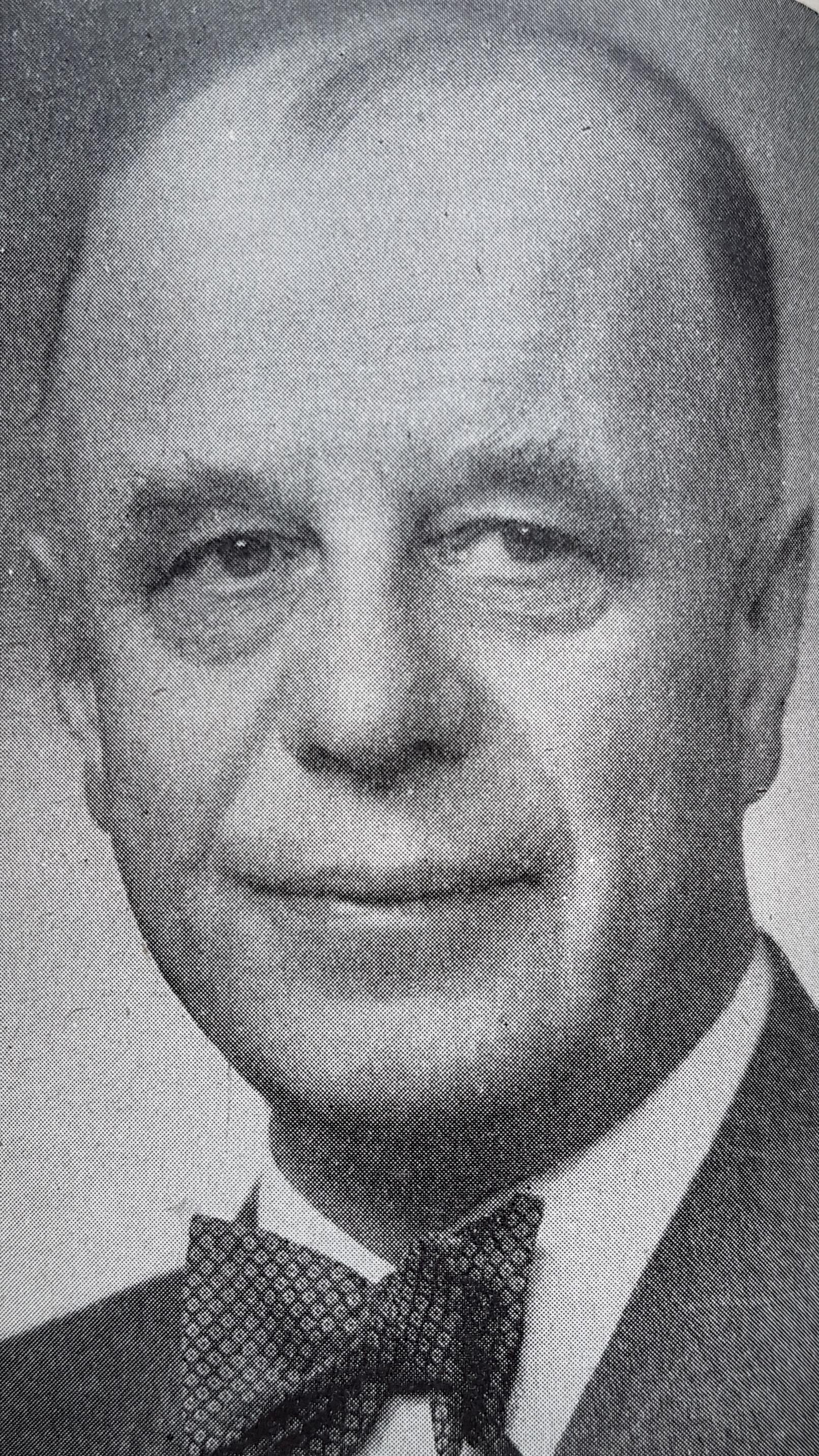
Carl August Wicander en 1940

Carl August Wicander escribió una serie de libros en tres volúmenes sobre la historia de la empresa familiar, que se publicó en la década de 1950.

### Empresas Wicander en Finlandia (1871-1990)
En 1871, August Wicander conoció al dueño de la cervecería Paul Sinebrychoff en Finlandia y, tras hablar con él, decidió establecer una fábrica en el país. En el Gran Ducado de Finlandia no sólo le interesaban los clientes finlandeses, sino también el hecho de que los productos fabricados en Finlandia pudieran exportarse libres de impuestos al Imperio ruso. Tras recibir un préstamo, fundó la fábrica Åbo Korkfabrik, la fábrica de corcho de Turku en Kauppiaskatu 21. Fue la primera fábrica de corcho de Finlandia. Los productos se fabricaban con corcho natural hecho de corteza de quercus suber .  Sinebrychoff cumplió su promesa a Wicander en la reunión y la cervecería de Sinebrychoff se convirtió en un cliente a largo plazo.

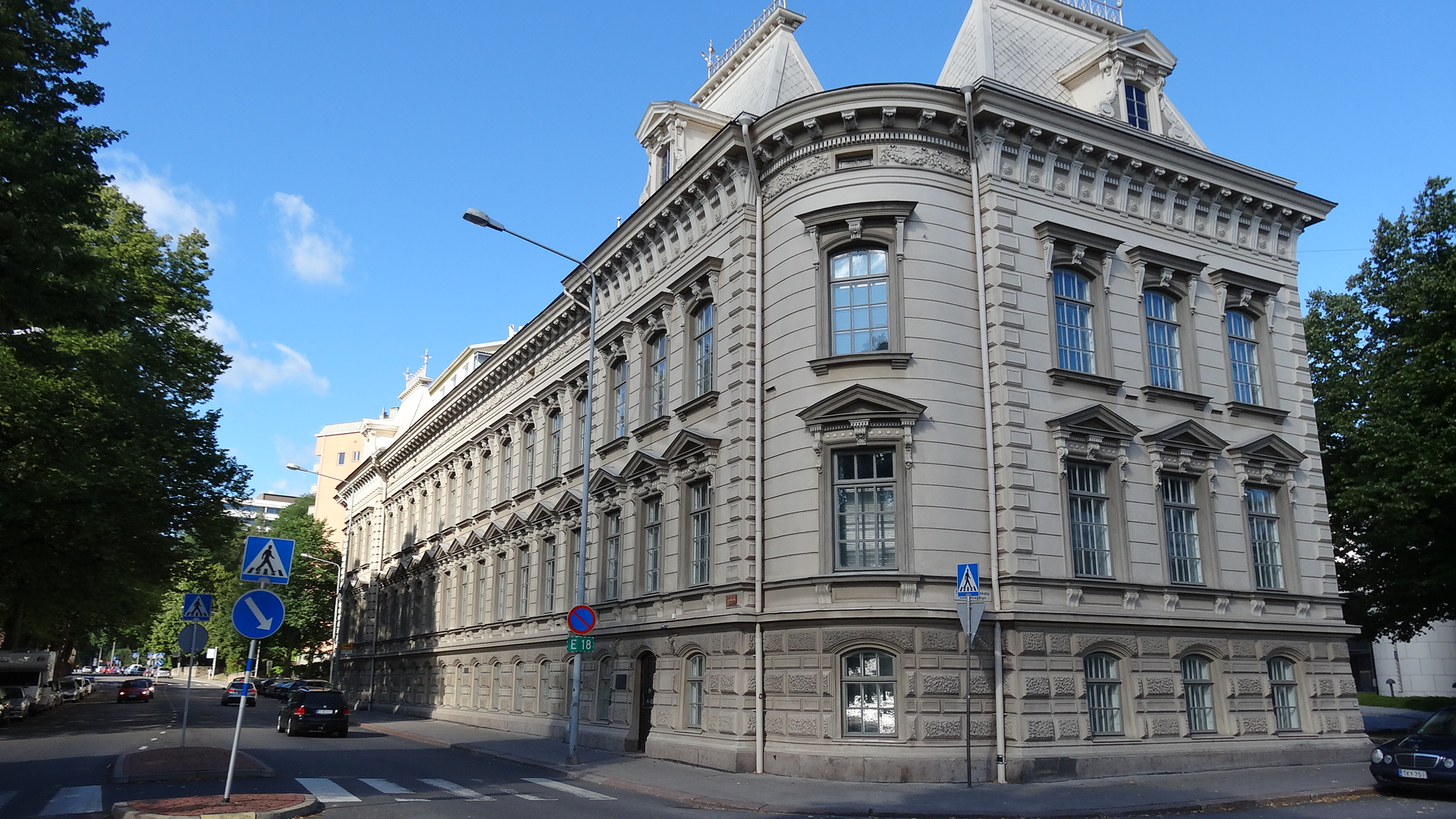
El edificio de Linnankatu, donde se ubicaba la fábrica de corcho entre 1893 y 1929 está ahora protegido. La foto es de 2014.

En 1893, A/B Wicander & Larson's (antes llamada Åbo Korkfabrik) abrió una nueva fábrica de corcho que había construido en Linnankatu, en Turku.
En 1931, Wicander & Larson (Wicla) transfirió sus operaciones industriales a la nueva empresa Korkkitehdas Oy  y se encargó de la comercialización de sus productos. El otro negocio de Wicander & Larson era la importación y venta de alfombras de corcho (linóleo). También vendía alfombras y papel pintado al por mayor y al por menor. La empresa también comercializa productos fabricados por las otras dos fábricas finlandesas del grupo, Oy Plyyshi & Matto Ab (Plyma) y Drumsö Korkfabrik (Oy Korkkieristys).
En la década de 1950, Korkkitehdas Oy vendía en Finlandia, además de sus propios productos, tapones de botellas Alka a cervecerías y fábricas de refrescos, así como revestimientos para suelos y paneles murales Kork-o-Plast y Wood-o-Plast.
A principios de la década de 1970, las fábricas de la empresa en Finlandia se cerraron y Wicander & Larson se centró en la venta de suelos de corcho y tapones de botellas producidos por Wicanders en otros países.
En 1971, la sueca Tarkett compró Wicander & Larson, que había actuado como su agente en Finlandia. En 1972, Wicander & Larson comenzó a operar bajo el nombre de Tarkett Oy  y Korkkitehdas Oy bajo el nombre de Oy Wicanders Ab.

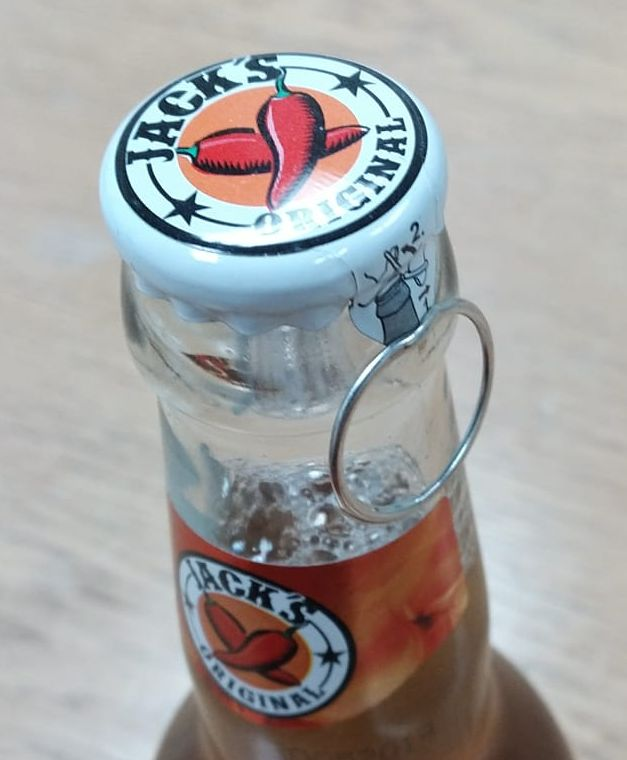
RingCrown, un tapón con anilla de dos piezas fabricado por Finn-Korkki

En 1979, Wicanders abrió la fábrica Finn-Korkki en Hämeenlinna, donde se fabricaban tapones de corona y tapones MaxiCap. La razón principal para fundar la empresa fue que las cerveceras finlandesas querían volver a tener tapones metálicos para botellas fabricados cerca, en Finlandia.  Se barajaron Helsinki, Riihimäki y Hämeenlinna como ubicaciones para la fábrica.  Se eligió Hämeenlinna por razones logísticas, pero también influyó el hecho de que Huhtamäki había vendido la fábrica de envases de Hämeenlinna, Pakkaustehdas Polarpak, un negocio centrado en la fabricación de envases de hojalata, a la empresa G.W. Sohlberg. Esta trasladó los equipos de Polarpak a su fábrica de Herttoniemi, Helsinki, y también ofreció trabajo a algunos de los empleados de Polarpak. Los antiguos empleados de Polarpak pasaron a trabajar para Finn-Korkki tras la adquisición y algunos de los equipos de Polarpak se utilizaron en la nueva fábrica de Finn-Korkki. Erkki Räsänen, director de fábrica de Polarpak, empezó como director general de la fábrica de Finn-Korkki Oy. La empresa finlandesa de marketing Oy Wicanders Ab de la empresa Wicanders también se trasladó a la fábrica de Hämeenlinna. 
A principios de la década de 1980, Finn-Korkki Wicanders desarrolló el tapón de botella con anilla MaxiCrown. Comparado con el MaxiCap, necesitaba menos materia prima. En 1984 se lanzó un nuevo producto de tapón de botella con anilla. El tapón de botella metálico de dos piezas tenía una carcasa y un anillo separados. Las cerveceras finlandesas utilizaron tapones de botella con anilla en sus limonadas en la década de 1980. Pero en la década siguiente, las cerveceras las cambiaron por el tapón de corona, más barato. Las ventas de exportación de Finn-Korkki a Suecia comenzaron en 1988.
En 1989, la portuguesa Corticeira Amorim adquirió la totalidad del capital social de Oy Wicanders Ab. El inventario y los activos fijos de la empresa fueron adquiridos por Partek Oy Ab, que continuó vendiendo los productos. Wicanders cesó sus operaciones en Finlandia en 1990.

### Finn-Korkki (1989–1999)

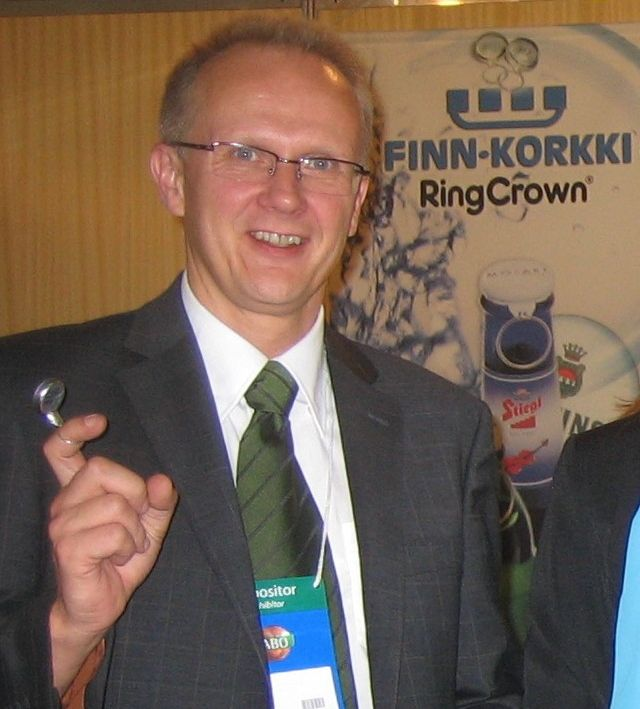
Rolf Nygard en 2006

Cuando la empresa matriz de Wicanders entró en liquidación en 1989, la propiedad de Finn-Kork, que empleaba a 15 personas fue ofrecida a Rolf Nygård. Había empezado a trabajar en Finn-Korkki en 1981 como responsable de control de calidad y desde entonces trabajó como jefe de producción y director general, pero debido a su corta edad, dudaba en convertirse en empresario por su cuenta. Tras tres días de reflexión, pidió al director financiero de la empresa que fuera su socio. La fábrica empezó a producir, además de tapones metálicos para botellas, vasos de aluminio para velas de té para el mercado nacional. En 1992 se añadieron a la producción tapones metálicos para velas de exterior.
Finn-Korkki comenzó a exportar a los países exsoviéticos en la década de 1990, por ejemplo, exportó a Ucrania en 1994. En 1998, compró la empresa Grafipalvelu Oy de Hämeenlinna, a la que, entre otras cosas, le había comprado la preimpresión para la producción de planchas de impresión. Finn-Korkki contaba con 30 empleados y su facturación rondaba los 30 millones de marcos finlandeses.

### Finn-Korkki (2000–)
En 2000, Finn-Korkki diseñó un tapón de botella para el sueco Absolut Vodka. Al año siguiente, el nombre del producto MaxiCrown pasó a ser RingCrown. Este nombre está registrado con Finn-Korkki.
En 2002, Finn-Korkki exportó sus productos a 22 países, siendo los principales Alemania, Polonia, Suecia, Estonia, Rusia, Austria, Bulgaria, Letonia y Omán. La empresa contaba con 39 empleados.
En 2004, se construyó una nueva línea de producción de tapones para botellas RingCrown. Nygård compró la participación de su socio, pasando a ser una empresa familiar.
En 2007, la empresa compró veinte contenedores de máquinas a un competidor de Australia , incluidas la maquinaria de la línea de producción que utilizaba.  Las máquinas de la línea de producción que producían un tapón rasgable grande (RipCap 42) se instalaron en una zona del antiguo almacén de Finn-Korkki. Su instalación y uso fueron supervisados por el antiguo propietario australiano.
En 2012, las instalaciones de la empresa se duplicaron con creces , cuando se realizó una ampliación de 2.000 metros cuadrados en la antigua nave de producción de 1.800 metros cuadrados. La facturación del año siguiente fue de 9,1 millones de euros y se comerciaba en 40 países.
En 2014, se introdujo una nueva línea de impresión de chapas metálicas. Las máquinas necesarias para la línea de impresión se adquirieron en Sicilia. La ampliación de la fábrica y la línea de impresión costaron un total de cinco millones de euros.  En otoño, la empresa sufrió una gran pérdida tras realizar un pedido de casi 8 millones de tapones para una fábrica de cerveza de Óblast de Donetsk, en el este de Ucrania. El comprador se encontraba en el lado equivocado de la frontera y los tapones metálicos no pudieron entregarse. Al final, todo el pedido tuvo que ser reciclado. La pérdida del cliente afectó a una parte importante de la facturación de la empresa y provocó que se empezase a evitar el mercado ruso. La empresa también había comenzado a exportar a Irak en 2014, pero por acciones militantes en Irak, impidieron una solución de transporte adecuada y por consiguiente el negocio con el cliente terminó.
En 2020, el coronavirus provocó una reducción de aproximadamente una quinta parte de la facturación, cuando, por ejemplo, se cerraron los restaurantes de los clientes, no hubo viajeros en las tiendas tax free y se cancelaron las fiestas. Al año siguiente, más del 90 por ciento de la facturación de la empresa procedía de las exportaciones, y la cifra de negocios volvió al mismo nivel que antes del coronavirus.

## Organización

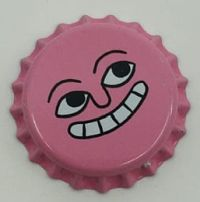
Tapón de corona fabricada por Finn-Korkki

En 2023, la empresa tenía con 32 empleados. El director general ha sido Rolf Nygård desde finales de los años 80. Los cinco hijos de Nygård han trabajado en la empresa en algún momento.
La producción se mantiene en mayor parte en días laborables en tres turnos.

## Productos y mercados
Finn-Korkki es la única empresa de los países nórdicos que fabrica tapones metálicos para botellas. Cerca del 90 por ciento de la facturación de la empresa procede de la exportación; Finn-Korkki tiene clientes en más de 50 países. Los mercados más importantes son Suecia, Polonia, Alemania y Hungría.
En 2024, la empresa produjo seis modelos diferentes de tapón de botella.

### Tapones para botellas con anilla
Alrededor del 40 por ciento de la facturación de la empresa procede de los tapones con anilla, que se abren tirando de una anilla fijada a la carcasa del tapón. El tapón de anilla se utiliza, por ejemplo, en cervezas y bebidas especiales de centroeuropeas, sobre todo en Polonia y Alemania. En Finlandia, los tapones con anilla los utilizan, por ejemplo, Laitila Wirvoitusjuomatehdas y Laihian Mallas. El tapón con anilla puede abrirse sin herramientas y no puede volver a cerrarse, por lo que el usuario puede estar seguro de la integridad de la bebida en la botella. Existen tres tipos principales de tapones con anilla: de una pieza, de dos piezas y el de boca ancha (RipCap). En 2015, solo unas pocas empresas en el mundo producían tapones con anilla para botellas, de las cuales Finn-Korkki era la única empresa europea. Los tapones RipCap se utilizan, por ejemplo, en chupitos, vinos y bebidas energéticas.

### Tapones de corona
La empresa fabrica tapones de corona, que representan aproximadamente una cuarta parte de su facturación. En Finlandia, los tapones de corona se venden a Olvi y a pequeñas cervecerías, entre otros.

### Cierres especiales como tapones de rosca de aluminio
Los tapones de rosca de aluminio de pared lisa de lujo se utilizan, por ejemplo, con el agua embotellada de vidrio de primera calidad. El agua embotellada se vende en restaurantes, por ejemplo, en Chile, Italia y Suiza. Finn-Korkki fabrica cierres de  botella especiales para, entre otros, Absolut Vodka, Danzka Vodka y Veen Waters.

### Equipos y maquinaria

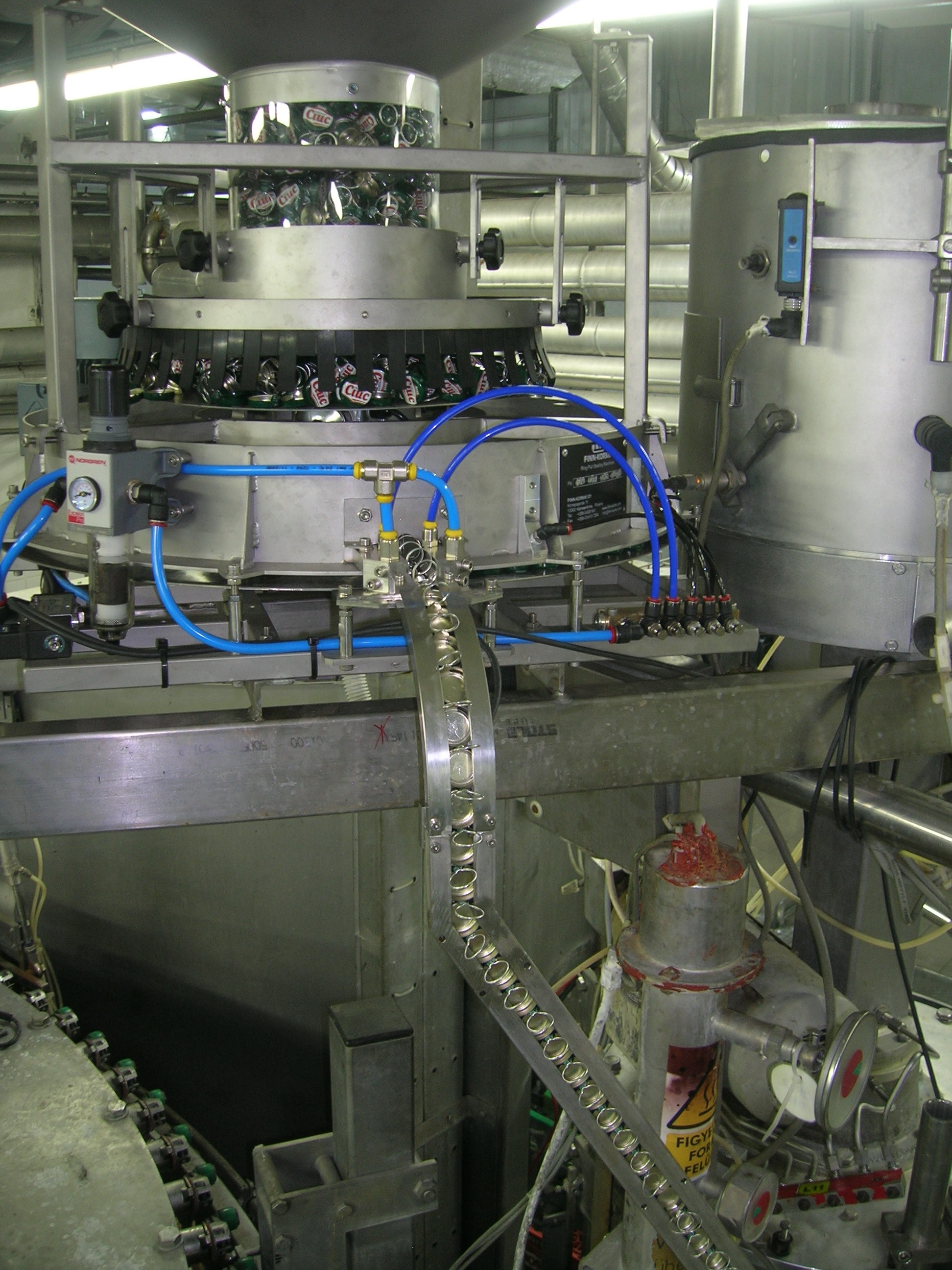
Línea de alimentación RingCrown Hopper

La empresa diseña y fabrica el equipo necesario en las líneas embotellado, como tolvas de clasificación, tolvas para tapones, aplicadores de tapones y cabezales de tapones y equipos para transportar los tapones. Los equipos de tapones con anilla se han vendido, por ejemplo, en Australia, Túnez y China.

### Otros productos
La empresa fabrica tapas metálicas para velas de exterior.  Una parte importante de la facturación de Finlandia procede de la venta de residuos metálicos, procedentes de la producción de tapas de aluminio y acero, para su reciclaje.

## Responsabilidad social
La empresa trata sus compuestos orgánicos volátiles (COV) quemándolos en una célula cerámica instalada en la imprenta, lo que los hace inocuos para el medio ambiente. La empresa ha reducido el consumo de energía desperdiciada. Las materias primas restantes se reciclan.

## Honores y premios
- En 1997, Finn-Korkki recibió el premio al empresario del año de Hämeenlinna[35]
- Finn-Korkki recibió el Premio a la exportación para empresarios de Región de Tavastia Propia en 2002[36]
- La botella de agua de manantial de lujo de Veen Waters cerrada con el tapón de Finn-Korkki ganó el concurso internacional de la Mejor Botella de Vidrio en otoño de 2007.[37]
- En 2013, Nygård fue elegido empresario del año de la provincia.[13]